# Efferia vauriei
Efferia vauriei är en tvåvingeart som först beskrevs av Charles Howard Curran 1953.  Efferia vauriei ingår i släktet Efferia och familjen rovflugor. Inga underarter finns listade i Catalogue of Life.